# Villa di Tigellio
La cosiddetta Villa di Tigellio è un complesso di rovine di epoca romana situato nel quartiere di Stampace, a Cagliari, che prende erroneamente il nome da Tigellio, musicista e poeta originario di Caralis.

## Il Sito Archeologico
Dopo alcuni studi archeologici è stato verificato che non si tratta di una sola abitazione ma di ben tre edifici, due dei quali hanno ancora le basi strutturali ben visibili. La prima è denominata Casa del Tablino dipinto, per i suoi numerosi affreschi che circondano la zona di ricevimento; la seconda, invece, è nota come Casa degli Stucchi, per i suoi notevoli abbellimenti di cui è rimasta traccia.
Queste costruzioni sono una delle presenze di edilizia privata romana a Cagliari.

## Gli scavi

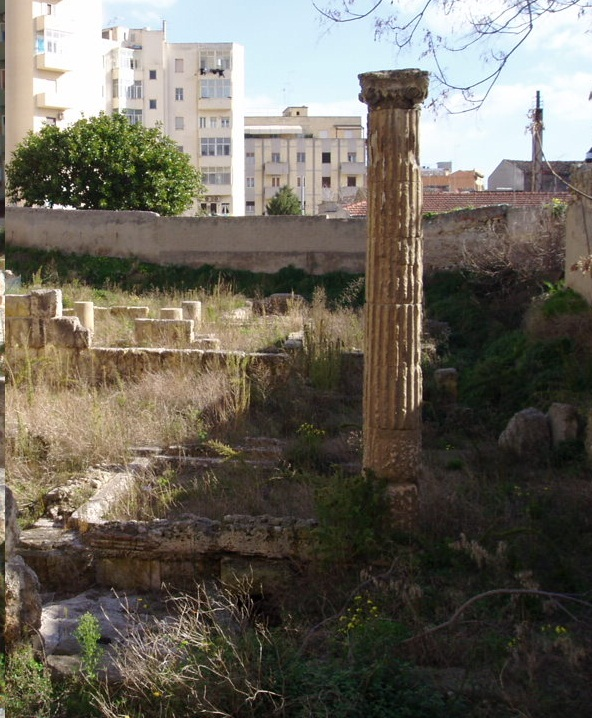
Dettaglio colonna

Per questa zona archeologica di Cagliari le attività di scavo si possono suddividere nei tre più importanti interventi:
- la prima campagna di scavo fu avviata dal presbitero ploaghese Giovanni Spano. L'archeologo decise di intraprendere i lavori sulla base di una pubblicazione di Pietro Martini risalente al 1865 dove veniva menzionata una "Villa di Tigellio", ritenuta ubicata ai piedi del colle di Buon Cammino, vicino all'anfiteatro romano della città. Questo il motivo dell'erronea attribuzione dell'area archeologica romana alla Villa di Tigellio.
- la seconda importante campagna di scavo fu voluta e condotta da Gennaro Pesce a cavallo fra 1963 e 1964.
- Terze indagini furono attivate nel 1982 e nel 1983 dalla collaborazione fra l'Istituto di Antichità, Archeologia e Arte dell'Università degli Studi di Cagliari e la Soprintendenza Archeologica per le Province di Cagliari e Oristano.

## Galleria d'immagini

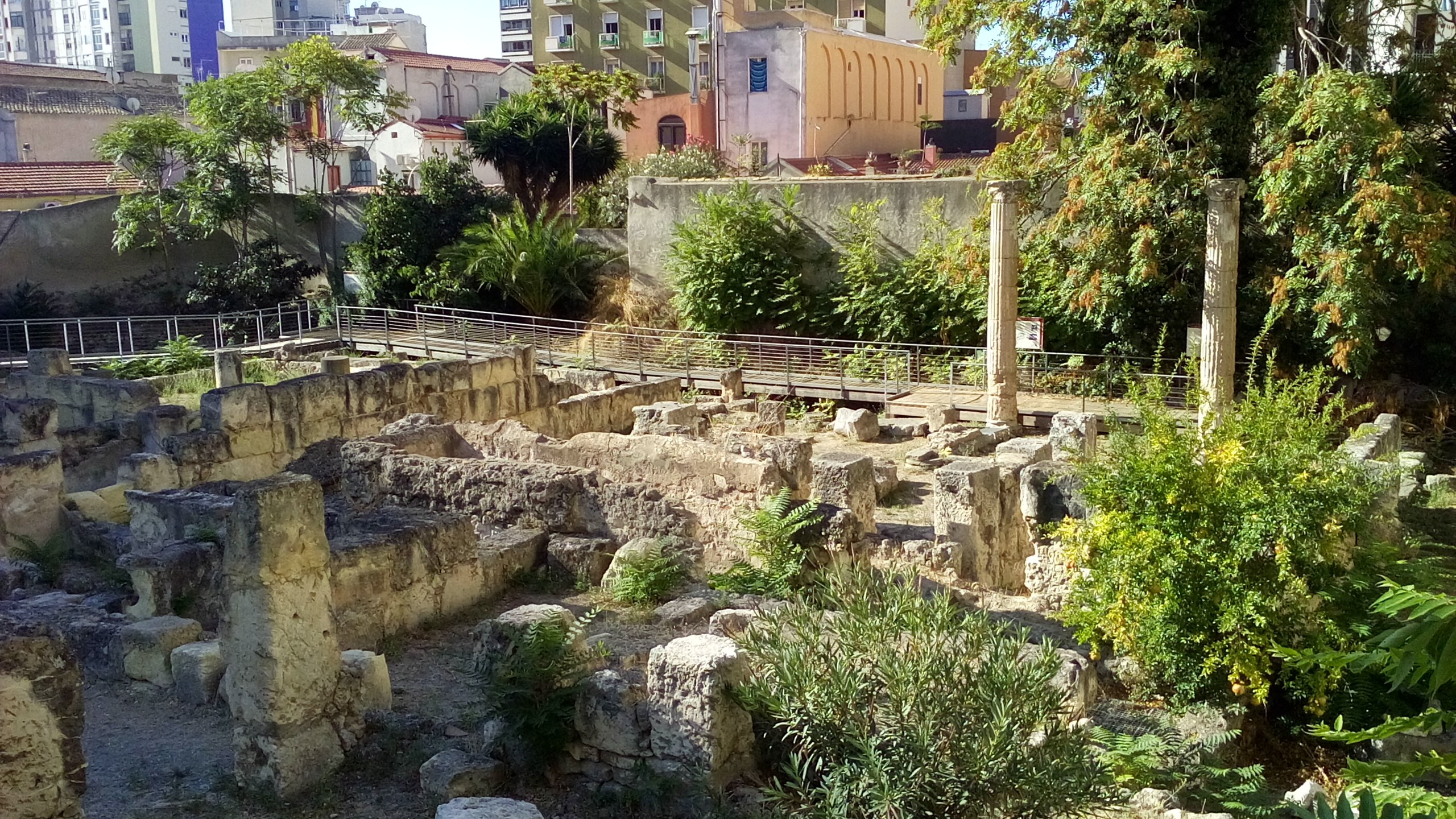
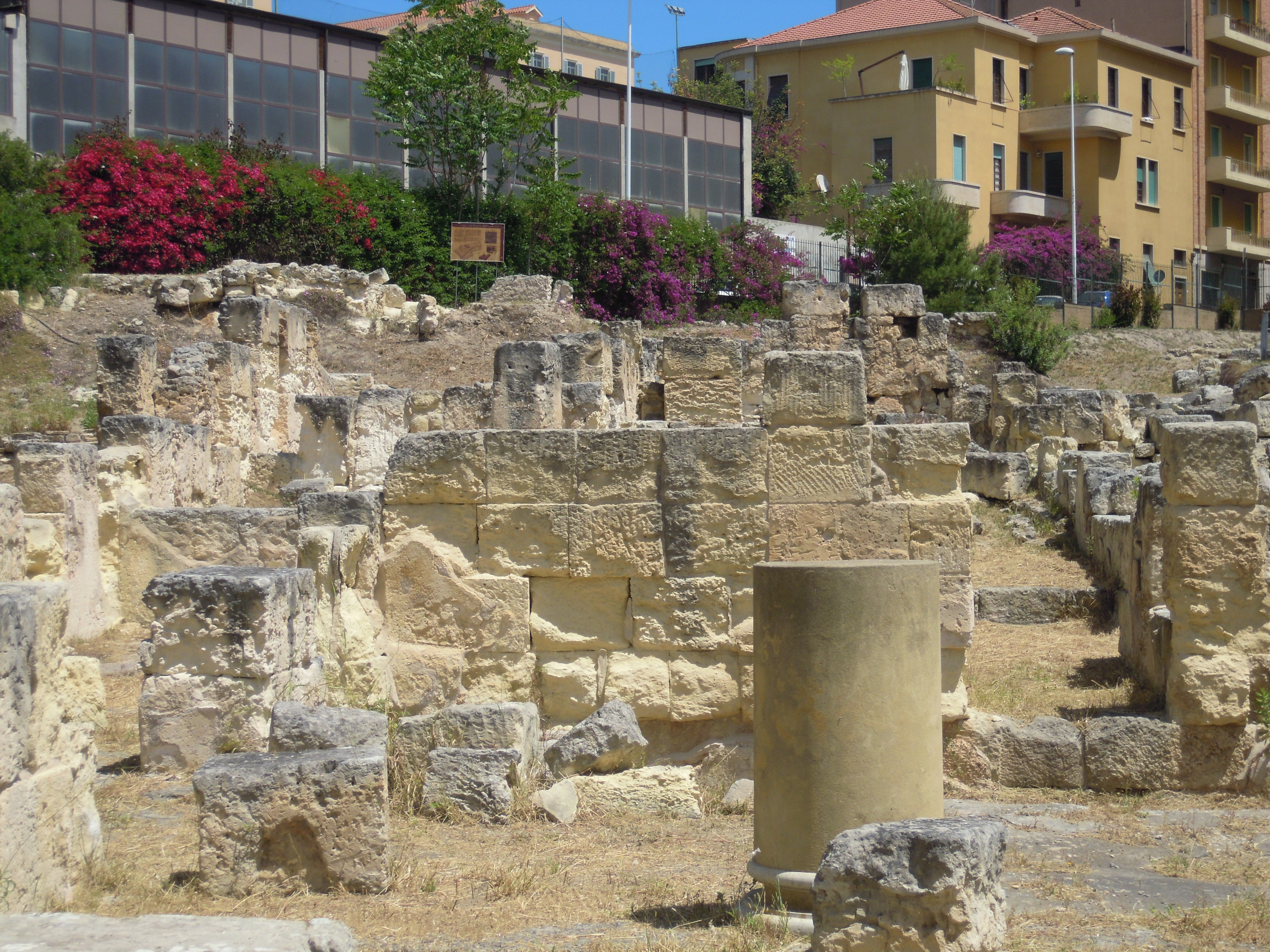
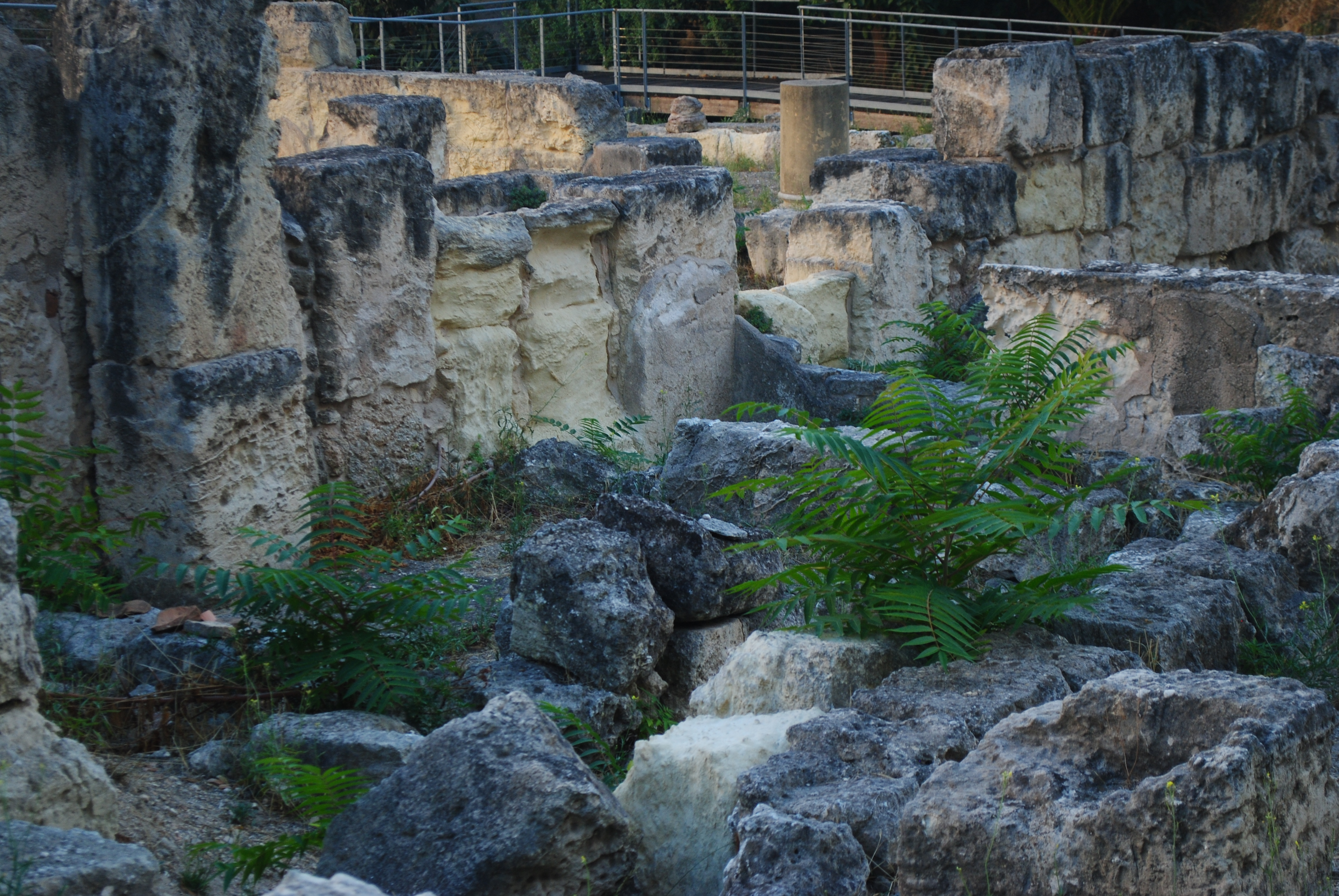
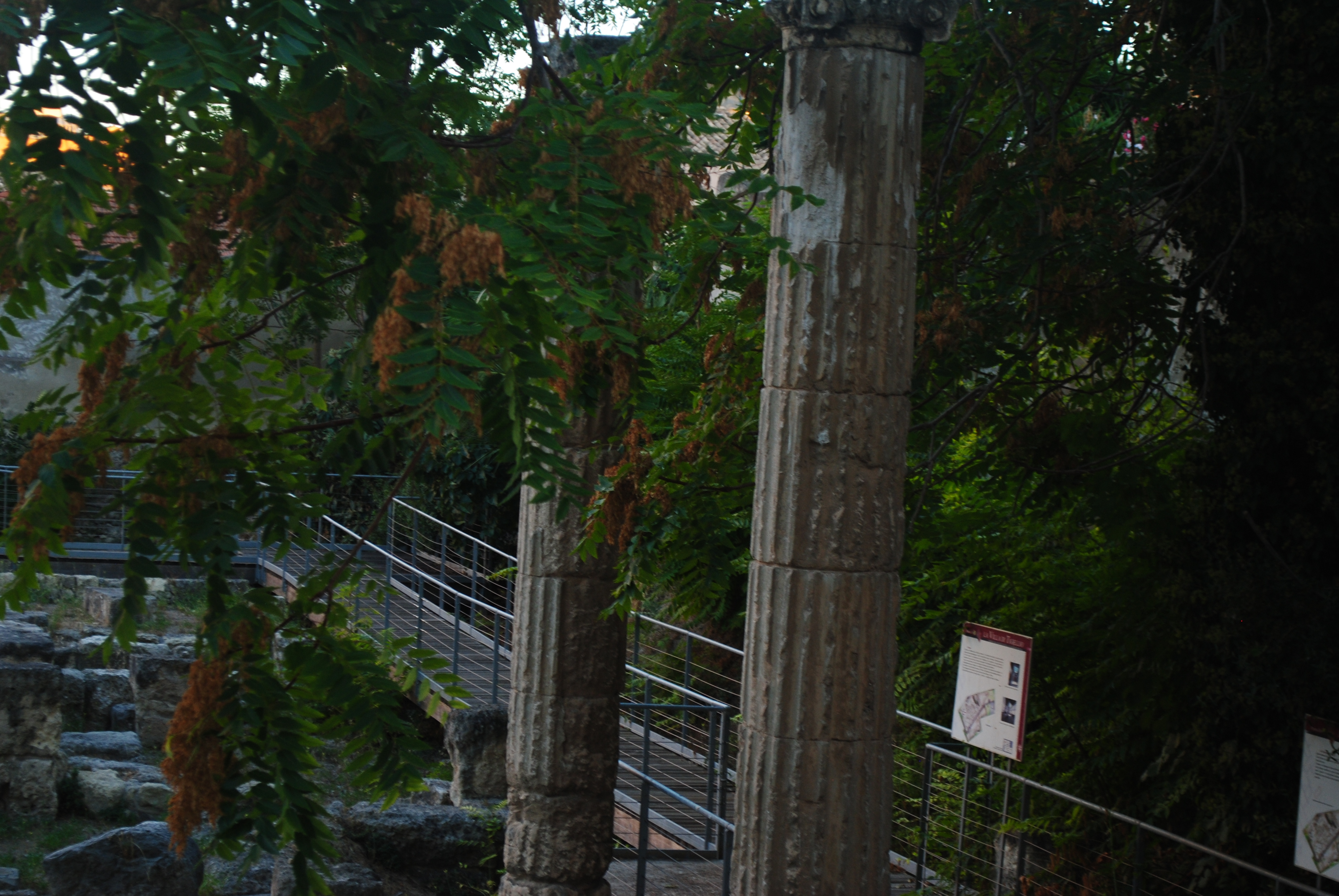